# Stay (album Simply Red)
Stay – dziewiąty album studyjny brytyjskiego zespołu Simply Red. Jego premiera miała miejsce 12 marca 2007 roku w Wielkiej Brytanii. 
Album w Polsce uzyskał status złotej płyty.

## Lista utworów
1. „The World and You Tonight” – 3:33
2. „So Not Over You” – 3:50
3. „Stay” – 3:04
4. „They Don't Know” – 3:40
5. „Oh! What a Girl!” – 3:51
6. „Good Times Have Done Me Wrong” – 5:20
7. „Debris” – 4:52
8. „Lady” – 5:00
9. „Money TV” – 4:05
10. „The Death of the Cool” – 3:26
11. „Little Englander” – 3:06

## Single promujące płytę
- „Oh! What a Girl!” (wrzesień 2006)
- „So Not Over You” (5 marca 2007)
- „Stay” (28 maja 2007)
- „The World and You Tonight” (listopad 2007)